# Лоскутов, Андрей Васильевич
Лоскутов, Андрей Васильевич (1892, Тифлис — 29 декабря 1937) — грузинский политик, член Учредительного собрания Республики Грузия (1919—1921). Репрессирован в 1937 году.

## Биография
Русский.

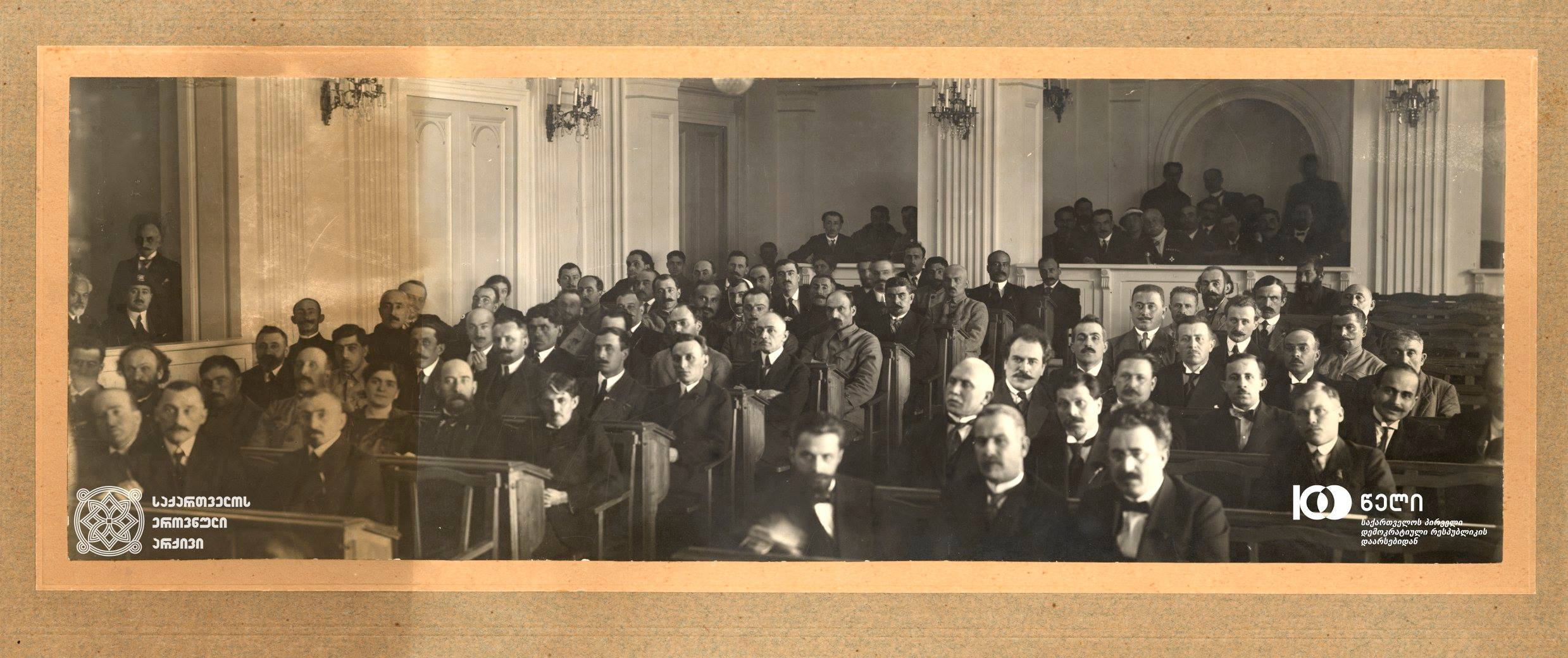
Учредительное собрание Грузии. Лоскутов крайний справа во втором ряду, правая сторона

12 марта 1919 года избран членом Учредительного собрания Республики Грузия по списку Социал-демократической партии Грузии. Член комиссии по труду.
После советизации Грузии (1921) отошёл от политической деятельности, однако в 1923 году был арестован по политическим мотивам. 
Работал экономистом-финансистом Наркоместпрома.
Арестован органами УГБ НКВД ГССР. 28 декабря 1937 года приговорён к высшей мере наказания по обвинению в принадлежности к контрреволюционной террористической организации правых, ведении вредительской работы в Наркомместпроме ГССР. Расстрелян 29 декабря 1937 года.